# 1449 az irodalomban
Az 1449. év az irodalomban.

## Születések
- január 1. –  Lorenzo de’ Medici firenzei államférfi, humanista, mecénás, a művészetek és a tudomány patrónusa († 1492)
- 1449 – Aldus Manutius itáliai (velencei) humanista, nyomdász és kiadó († 1515)